# Molinons
Molinons és un municipi francès, situat al departament del Yonne i a la regió de Borgonya - Franc Comtat. L'any 2007 tenia 282 habitants.

## Demografia

### Població
El 2007 la població de fet de Molinons era de 282 persones. Hi havia 122 famílies, de les quals 36 eren unipersonals (16 homes vivint sols i 20 dones vivint soles), 45 parelles sense fills i 41 parelles amb fills.
La població ha evolucionat segons el següent gràfic:
Habitants censats

### Habitatges
El 2007 hi havia 150 habitatges, 122 eren l'habitatge principal de la família, 13 eren segones residències i 16 estaven desocupats. 127 eren cases i 23 eren apartaments. Dels 122 habitatges principals, 92 estaven ocupats pels seus propietaris, 20 estaven llogats i ocupats pels llogaters i 9 estaven cedits a títol gratuït; 2 tenien una cambra, 4 en tenien dues, 25 en tenien tres, 31 en tenien quatre i 59 en tenien cinc o més. 63 habitatges disposaven pel capbaix d'una plaça de pàrquing. A 47 habitatges hi havia un automòbil i a 62 n'hi havia dos o més.

### Piràmide de població
La piràmide de població per edats i sexe el 2009 era:
| Homes | Edats   | Dones |
| ----- | ------- | ----- |
| 0     | 95 o +  | 0     |
| 0     | 90 a 94 | 0     |
| 0     | 85 a 89 | 4     |
| 0     | 80 a 84 | 4     |
| 4     | 75 a 79 | 12    |
| 12    | 70 a 74 | 8     |
| 0     | 65 a 69 | 4     |
| 4     | 60 a 64 | 4     |
| 16    | 55 a 59 | 8     |
| 12    | 50 a 54 | 16    |
| 8     | 45 a 49 | 0     |
| 12    | 40 a 44 | 20    |
| 8     | 35 a 39 | 20    |
| 8     | 30 a 34 | 4     |
| 12    | 25 a 29 | 8     |
| 4     | 20 a 24 | 8     |
| 20    | 15 a 19 | 16    |
| 16    | 10 a 14 | 8     |
| 4     | 5 a 9   | 16    |
| 4     | 0 a 4   | 12    |

## Economia
El 2007 la població en edat de treballar era de 187 persones, 139 eren actives i 48 eren inactives. De les 139 persones actives 134 estaven ocupades (73 homes i 61 dones) i 5 estaven aturades (4 homes i 1 dona). De les 48 persones inactives 26 estaven jubilades, 9 estaven estudiant i 13 estaven classificades com a «altres inactius».

### Ingressos
El 2009 a Molinons hi havia 118 unitats fiscals que integraven 275,5 persones, la mediana anual d'ingressos fiscals per persona era de 18.829 €.

### Activitats econòmiques
Dels 17 establiments que hi havia el 2007, 1 era d'una empresa de construcció, 9 d'empreses de comerç i reparació d'automòbils, 1 d'una empresa de transport, 1 d'una empresa financera, 2 d'empreses immobiliàries, 1 d'una empresa de serveis, 1 d'una entitat de l'administració pública i 1 d'una empresa classificada com a «altres activitats de serveis».
Dels 5 establiments de servei als particulars que hi havia el 2009, 1 era una gendarmeria, 1 funerària, 2 tallers de reparació d'automòbils i de material agrícola i 1 fusteria.
Dels 2 establiments comercials que hi havia el 2009, 1 era una botiga de material de revestiment de parets i terra i 1 una joieria.
L'any 2000 a Molinons hi havia 8 explotacions agrícoles que ocupaven un total de 630 hectàrees.

## Poblacions més properes
El següent diagrama mostra les poblacions més properes.